# Sarah Evanetz
Sarah Evanetz (Vancouver, 27 de junio de 1975) es una deportista canadiense que compitió en natación.
Ganó una medalla de oro en el Campeonato Mundial de Natación en Piscina Corta de 1995, en la prueba de 4 × 200 m libre. Participó en los Juegos Olímpicos de Atlanta 1996, ocupando el quinto lugar en el relevo 4 × 100 m libre.

## Palmarés internacional
| Campeonato Mundial en Piscina Corta | Campeonato Mundial en Piscina Corta | Campeonato Mundial en Piscina Corta | Campeonato Mundial en Piscina Corta |
| Año                                 | Lugar                               | Medalla                             | Prueba                              |
| ----------------------------------- | ----------------------------------- | ----------------------------------- | ----------------------------------- |
| 1995                                | Río de Janeiro (Brasil)             | Medalla de oro                      | 4 × 200 m libre                     |